# Kroatien i olympiska vinterspelen 2018
Kroatien deltog i de olympiska vinterspelen 2018 i Pyeongchang, Sydkorea, med en trupp på nitton atleter (tolv män, sju kvinnor) fördelat på fyra sporter.
Vid invigningsceremonin bars Kroatiens flagga av alpina skidåkaren Natko Zrnčić-Dim.